# 129234 Silly
129234 Silly este o planetă minoră (asteroid) din centura de asteroizi. A fost descoperită pe 8 august 2005 la Saint-Sulpice de Bernard Christophe⁠(d). 
Obiectul prezintă o orbită caracterizată de o semiaxă mare de 2,2431158731964 UAi, o excentricitate de 0,04, o înclinație de 6,7 ° în raport cu ecliptica.